# Марія Єфросинія Цвайбрюккенська

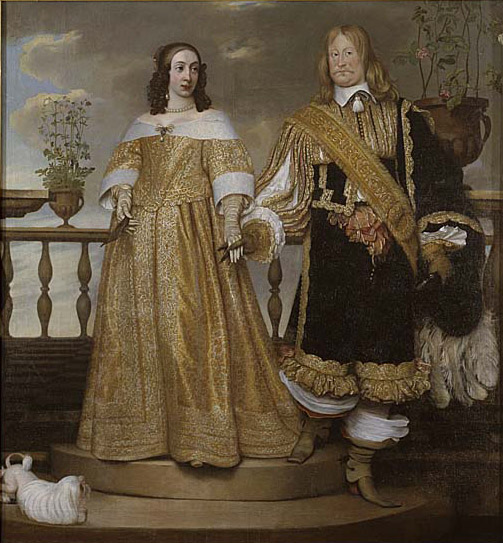
Магнус Габріель Де ла Гарді зі своєю дружиною Марією Єфросинією Пфальц-Цвайбрюккенською, сестрою короля Швеції Карла X. Картина 1653 року Гендріка Мюнніхховена. Картина наповнена символічними деталями: Магнус Грабріель стоїть нижче своєї дружини, бо вона сестра короля; їхнє тримання за руки символізує вірність; квасоля в руці Марії Єфросинії свідчить про те, що вона вагітна. Картина вважається однією з найкращих епохи шведського бароко.

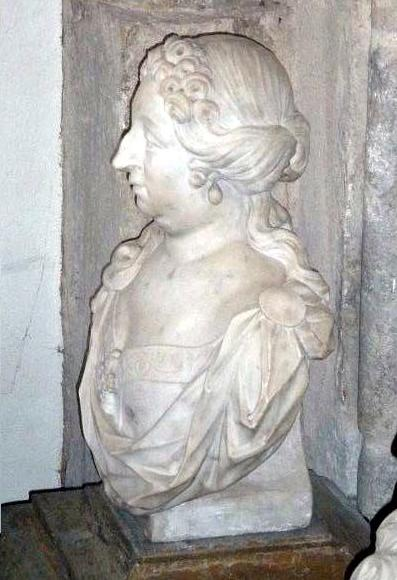
Палатинська графиня Марія Єфросинія Цвайбрюккенська.

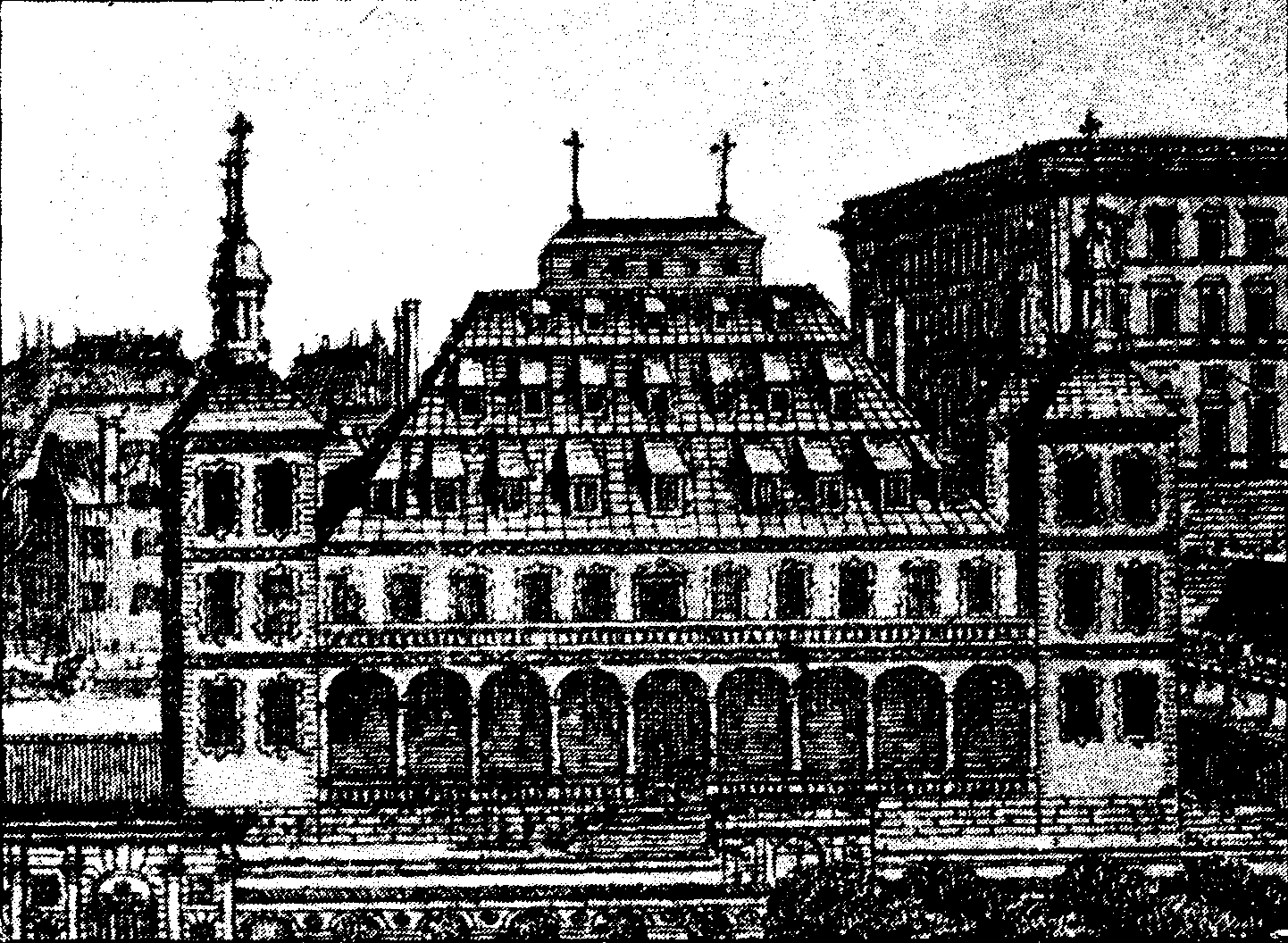
Палац Макалос (Незрівнянний) родини Де ла Гарді, через воду від Королівського замку в Стокгольмі.

Марія Єфросинія Цвайбрюккенська (14 лютого 1625 — 24 жовтня 1687) — палатинська графиня, двоюрідна сестра і прийомна сестра шведської королеви Христини, а також сестра шведського короля Карла X. Після вступу на престол свого брата Карла X (1654) вона була титулованою королівською принцесою Швеції.

## Біографія

### Раннє життя
Марія Єфросинія народилася в замку Стегеборг, Естергьотланд, у сім'ї графа Палатина Югана Казимира Цвайбрюккенського і принцеси Катаріни Шведської. У 1622 роціпід час Тридцятилітньої війни  її сім'я втекла з Німеччини і оселилася в країні народження її матері, Швеції, де через три роки народилася сама Марія Єфросинія. Свої перші роки вона провела в замку Стегеборг, феодальному володінні її матері. У 1632 році її мати отримала доручення відповідати за свою двоюрідну сестру, королеву Христину, і з цього моменту Марія Єфросинія виховувалася разом із двоюрідною сестрою королевою: вона та її брати й сестри залишилися при дворі також після смерті матері в 1638 році, тоді як їхній батько залишився в Стегеборзі. Марія Єфросинія отримала дуже гарну освіту, будучи виховуваною разом із Христиною, але врешті-решт її навчали окремо, тому що Христина як монарх вважалася, що потребує освіти, яка в іншому випадку не відповідає її статі.

### Під час правління Христини
У 1643 році вона отримала пропозицію від графа Генріха Нассауського. Згідно з листом Христини, Генріх був багатим і красивим князем, якого дуже любила Марія Єфросинія. Однак вона залишила це рішення своєму батькові: він був не впевнений, чи зможе Генріх її підтримати, і в 1645 році, після того, як Христина заявила, що вона цілком здатна організувати шлюб для того ж статусу для свого родича в Швеції, він відмовив Генріху. 15 березня 1645 року Марія Єфросинія була заручена з фаворитом королеви графом Магнусом Габріелем делагарді, а 7 березня 1647 року вийшла за нього в королівській каплиці замку Три корони у Стокгольмі. Весілля влаштувала Христина. Традиційний міф розглядає це як драму трикутника: вважалося, що Христина і Марія Єфросинія були закохані в Магнуса Габріеля, і врешті-решт Христина відмовилася від планів вийти за нього заміж і віддала його своїй двоюрідній сестрі зі словами: Я даю тобі те, чого сама не можу мати. Про цю драму написана відома п’єса. Однак невідомо, наскільки ця легендарна драма трикутника правдива. За словами самої Марії Єфросинії, метою активності королеви було виявити їм свою прихильність . За її власними спогадами, Магнус Габріель закохався в неї у віці вісімнадцяти років. Через любовні листи, якими вони обмінювалися під час шлюбу, Марія Єфросинія, безперечно, відчувала до нього сильні почуття. Однак шлюб не був описаний як щасливий. На весіллі Христина подарувала їй кілька маєтків, серед них улюблену резиденцію бабусі Г'єнторп, яка також мала бути її улюбленою, а також велику особисту допомогу, яку пізніше підтвердив її брат після його спадкоємства. У 1653 році Магнус Габріель втратив прихильність до Христини і був виключений з суду, а вона спробувала виступити посередником. Марія Єфросинія мала близькі стосунки зі своїм братом Карлом і робила все, що могла, щоб підтримати його запланований шлюб з Христиною.

### Під час правління Карла X і Карла XI
Під час коронації свого брата короля Карла X Густава в 1654 році Марія Єфросинія отримала ранг і статус королівської принцеси Швеції. Проти цього виступили деякі частини шляхетства. Марія Єфросинія не використовувала титул графині, а зазвичай називалася принцесою. Марія Єфросинія відвідала і свого чоловіка, і свого брата на війні: чоловіка - в Німеччині, а в 1656 році в Ризі в шведській Лівонії, звідки їй довелося знову тікати зі своїми придворними лише через два тижні, коли московити підпалили місто. Під час дансько-шведської війни (1658-1660) вона та її невістка королева Ядвіга Елеонора жили в Кронборзі в Данії після того, як його захопив шведський генерал Карл Густав Врангель. У 1658 році її брат, король Карл, сказав їй, що хотів би зробити її чоловіка лордом Верховним канцлером Швеції, але вона переконала його не робити цього, сказавши, що Магнус Габріель більше підходить для військової роботи. У 1660 році вона була присутня на смертному ложі свого брата в Гетеборзі. Він пообіцяв їй великі маєтки в Данії, пенсії для її дітей і сказав, що назвав її чоловіка лордом верховним канцлером Швеції проти її бажання.
Марія Єфросинія була дуже активною як посередниця і речниця прохачів, які бажали передати послання її чоловіку або з брату-королю (а пізніше її племіннику-королю). Це були не лише дрібниці, вони також стосувалися жінок, які просили її використовувати свої контакти для придбання посад, які мають велике політичне значення для їхніх родичів-чоловіків. Також вона виступала посередницею між своїм чоловіком та королівським двором, особливо коли він був у немилості. У Карлбергському палаці вона приймала своїх прохачів у кімнаті з картинами її королівського брата і матері, з відкритими дверима в кімнату, де спав її брат-король, коли був гостем у її будинку. Сучасна думка полягала в тому, що її чоловік повинен був дякувати їй за його успішну кар'єру.
У 1676 році Лісбет Карлсдоттер, свідка судового процесу над відьмами, натхненна знаменитим Евле-Боем, намагалася звинуватити Марію Єфросинію та її невістку Марію Софію у чаклунстві. Ці звинувачення не були сприйняті всерйоз, але натомість дискредитували довіру до Лісбет Карлсдоттер як свідки і врешті-решт привели до того, що весь процес був розірваний.
У 1680 році після смерті Югана Йоранссона Ґілленстієрни її чоловік потрапив у немилість її племінника, монарха. Їй було відмовлено в аудієнції з племінником без свідків, і вона не змогла домогтися підтримки свого чоловіка. Однак після того, як їй, використовуючи свої контакти, вдалося домогтися приватної аудієнції у короля, вона сказала йому, що сподівається, що Ґілленстієрна зараз у пеклі, і в результаті її чоловік був призначений Сенешалем. Під час великого зменшенн її племінника короля Карла XI у 1680-х роках багато майна родини було конфісковано короною. Марія Єфросинія була не проти використовувати свій статус тітки короля, щоб уникнути конфіскації, але вона досягла лише помірного успіху: у 1685 році їй було дозволено зберігати власне особисте грошове забезпечення та її улюблену резиденцію, замок Г'єнторп у Вестерґетланді, але відбулася конфіскація майна її чоловіка. Марія Єфросинія овдовіла в 1686 році. Це було в середині скорочення. Король відмовився оплачувати похорон її чоловіка, а також заборонити кредиторам інвентаризувати її власні речі та коштовності. Вона померла в Г'єнторпі.
Марію Єфросинію описували як релігійну. Її німецький вислів «Gott ist mir allés» був вирізьблений на стіні замку Ляцко, а також на медальйоні, а в 1681 році вона анонімно опублікувала німецькою мовою молитовник «Der geistlich-hungerigen seelen himmelisches manna». У 1682 році вона написала власну автобіографію.

## Сім'я
Марія Єфросинія вийшла заміж за графа Магнуса Габріеля Делагарді 7 березня 1647 року. З їхніх одинадцяти дітей лише троє пережили дитинство, і лише один (Гедвіг Ебба) мав проблеми; але сама її єдина дитина померла бездітною.

### Діти
1. Густав Адольф Делагарді (1647–1695), неодружений, бездітний.
2. Катарина Шарлотта де ла Гарді (1655-1697), вийшла заміж за графа Отто Вільгельма Кенігсмарка, бездітна.
3. Хедвіг Ебба де ла Гарді (1657–1700), вийшла заміж за графа Карла Густава Ерікссона Оксенстієрна аф Седерморе і мала одного сина, який помер бездітним.